# Johan Wilhelm Rangell
Johan (Jukka) Wilhelm Rangell, född den 25 oktober 1894 i Hauho, död den 12 mars 1982, var en finländsk bankman och politiker för Nationella framstegspartiet.

## Biografi
Rangell var finländsk statsminister under Fortsättningskriget mellan den 4 januari 1941 och 5 mars 1943. Han var ekonom och fungerade även som styrelsemedlem hos Finlands Bank. Han var juris licentiat.
I krigsansvarighetsrättegången år 1946 dömdes Rangell till sex års fängelse för han utan riksdagens medgivande hade godkänt ett transiteringsavtal med Tyskland; han benådades 1949.